# Каспар Весел
Каспар Весел (8 юни 1745 г., Вестбю – 25 март 1818 г., Копенхаген) норвежко–датски математик и картограф. Весел е първият, който описва комплексните числа като точки в комплексната равнина. Той е брат на поета и драматург Йохан Херман Весел.

## Биография
Весел е роден с Йонсруд, Вестбю, Акершус, Норвегия. Има 12 братя и сестри. През 1763 г. завършва гимназия в Катедралното училище в Осло, след което започва да следва право в Копенхагенския университет в Дания, но прекъсва след година по икономически причини. За да преживяват, той и брат му стават земемери в Кралската датска академия на науките, която по това време прави геодезичен обзор на Дания. Приходите от тази дейност са недостатъчни за оцеляване и той работи допълнително като картограф. До смъртта си той работи като земемер, с изключение на 1778 г., когато взема година отпуск, за да завърши следването си по право.  Към 1798 г. е назначен за кралски инспектор-земемер.
От математическа гледна точка земемерските му занимания го водят до изучаване на геометричния смисъл на комплексните числа. През 1797 г. публикува основния си принос по въпроса, статията Om directionens analytiske betegning. Статията, написана на датски, остава незабелязана за повече от век. Резултатите му са преоткрити от Арган през 1806 г. и от Гаус през 1831 г.
Една от най-забележителните идеи, изложени в „Върху аналитичното представяне на посоките“, е идеята за вектори. Макар и това да не е главната цел на статията, той говори за нуждата от концепция за числа, които да имат дължина и посока. За тяхното събиране Весел пише: „Две прави линии биват сумирани ако си съберем по такъв начин, че втората да започва там, където първата свършва, и после начертаем права линия от първата до последната точка на така събраните линии“. Същото правило се използва и днес за сумиране на вектори.
Основната цел на статията на Весел, за представянето на комплексните числа като точка в комплексната равнина, става по-късно общоприето. Статията му е преведена на френски през 1899 г. и на английски през 1999 г.
През 1815 г. Весел е направен рицар на ордена на Данеброг за принос в развитието на геодезията.